# Kinetic Energy Interceptor
Kinetic Energy Interceptor (KEI) — запланована програма протиракетної оборони США, метою якої було проектування, розробка та розгортання мобільних ракет наземного та морського базування на основі кінетичної енергії, які могли б перехоплювати та знищувати балістичні ракети противника під час їх розгону та підйому. і середні фази польоту. KEI складався з компонента перехоплювача (кінетичний снаряд), компонента мобільної пускової установки та компонента командування, управління, управління боєм і зв’язку (C2BMC).
7 травня 2009 року програму KEI було скасовано переважно через фінансові причини.

## Випробування ракетного двигуна першого ступеня
Компанія Alliant Techsystems планувала провести п'ять випробувань ракетних двигунів першого ступеня в Промонторі, штат Юта.
Другі випробувальні стрільби ракетного двигуна першого ступеня KEI були проведені 14 червня 2007 року. Статична стрільба включала повну тривалість горіння та демонстрацію сопла керування вектором тяги.
Четверта випробувальна стрільба ракетного двигуна першого ступеня завершилася 13 листопада 2008 року. Випробування продемонстрували успішну роботу ракетного двигуна першого ступеня в його остаточній льотній конфігурації, яка мала бути використана під час льотних випробувань влітку 2009 року. Через скасування KEI в травні 2009 року цей тест не відбувся.

## Деяка історія впровадження та фінансування програми KEI
7 травня 2009 року виконавчий директор Агентства протиракетної оборони Девід Альтвегг оголосив, що KEI буде скасовано через технічні та фінансові причини. Раніше це оголошення було пропущено під час прес-конференції міністра оборони Роберта Гейтса 6 квітня щодо зміни пріоритетів у оборонному бюджеті на 2010 фінансовий рік.